# Momo le coursier
Pour les articles homonymes, voir Momo.
Momo le coursier est une bande dessinée créée par Frank Margerin qui raconte les histoires d'un jeune banlieusard vivant de petits boulots. La série est publiée chez Albin Michel à partir de 2002.

## Historique
Momo le coursier apparait tout d'abord à partir de 2001, dans L'Écho des savanes. Puis trois albums paraissent chez Albin Michel entre 2002 et 2005. Le personnage de Momo le coursier apparait également dans un récit paru dans le magazine Fluide Glacial en 2003.

## Personnages de la sérieMomo
- Momo : Jeune banlieusard d'origine maghrébine est un coursier toujours accompagné de son scooter qui vit de divers petits boulots[3]. Personnage sympathique et honnête, il tente de remettre dans le droit chemin des anciens amis d'enfance qu'il retrouve par hasard et qui ont mal tourné mais sans que ce dernier soit écouté, ça se termine malheureusement sur un fauteuil roulant ou en prison. Quand il ne travaille pas, il aime passer du bon temps avec son ami Dédé et adore écouter de la musique rap.

- Dédé : Garagiste dans la vie et passionné de bonne vieille musique rock, il est le meilleur ami de Momo et aime bien passer ses journées avec lui quand il en a le temps.

## Liste des albums
- Momo le coursier, Albin Michel :

1. Momo le coursier, 2002  (ISBN 2-226-13229-5).
2. Momo roule toujours, 2003  (ISBN 2-226-14787-X)[4].
3. Le Grand Saut, 2005  (ISBN 2-226-16673-4).